# Diana Scarwid
Diana Scarwid (Savannah, 27 agosto 1955) è un'attrice statunitense.

## Biografia
Diplomata presso l'Accademia americana di arti drammatiche di New York e il Pace University's Theatre Arts Program, dopo una breve serie di ruoli minori, nel 1981 ottenne a sorpresa una candidatura all'Oscar alla miglior attrice non protagonista per I ragazzi del Max's bar. La nomination la pose all'attenzione di pubblico e critica come giovane promessa del cinema, tant'è vero che venne inserita tra le prime dodici attrici più promettenti del 1980 (Most Promising New Actors of 1980) nel John Willis' Screen World, Vol 32.
Tuttavia, appena l'anno successivo, vinse un Razzie Award come peggior attrice non protagonista per Mammina cara; questo la etichettò come l'unica attrice nella storia degli Academy Award a passare da "Candidata al Premio Oscar" a "Vincitrice del Razzie Award" in appena un anno. Verrà candidata al Razzie Award ancora una seconda volta due anni dopo, nel 1984, sempre come non protagonista per Strange Invaders. Furono queste candidature a compromettere la sua ascesa, poiché, tra l'altro, avvenute in un tempo relativamente breve.
Dopo un'apparizione nel film Silkwood (1983), l'attrice riacquisterà visibilità sul grande schermo solo nel 2000, quando reciterà a fianco di Michelle Pfeiffer in Le verità nascoste. Durante gli anni novanta, la Scarwid ebbe modo di prodursi in numerose interpretazioni in ambito televisivo: venne candidata nel 1996 a un Emmy per Truman. Da citare sono le serie televisive Wonderfalls, Prison Break e Pushing Daisies.
È stata sposata dal 1978 al 1995 con il dottor Eric Allen Scheinbart, da cui ha avuto due figli.

## Filmografia

### Cinema
- Pretty Baby, regia di Louis Malle (1978)
- Accordi sul palcoscenico (Honeysuckle Rose), regia di Jerry Schatzberg (1980)
- I ragazzi del Max's bar (Inside Moves), regia di Richard Donner (1980)
- Mammina cara (Mommie Dearest), regia di Frank Perry (1981)
- Strange Invaders, regia di Michael Laughlin (1983)
- Rusty il selvaggio (Rumble Fish), regia di Francis Ford Coppola (1983)
- Silkwood, regia di Mike Nichols (1983)
- Violentata (The Ladies Club), regia di Janet Greek (1986)
- Psycho III, regia di Anthony Perkins (1986)
- Oltre ogni limite (Extremities), regia di Robert M. Young (1986)
- Black Jack (Heat), regia di Dick Richards (1986)
- Brenda Starr - L'avventura in prima pagina (Brenda Starr), regia di Robert Ellis Miller (1989)
- Amici per sempre (The Cure), regia di Peter Horton (1995)
- Serenata alla luna (The Neon Bible), regia di Terence Davies (1995)
- Un'amicizia pericolosa (Gold Diggers: The Secret of Bear Mountain), regia di Kevin James Dobson (1995)
- Bastard Out of Carolina, regia di Anjelica Huston (1996)
- The Angel of Pennsylvania Avenue, regia di Robert Ellis Miller (1996)
- Le verità nascoste (What Lies Beneath), regia di Robert Zemeckis (2000)
- The Angel Doll, regia di Alexander Johnston (2002)
- Cose da maschi (A Guy Thing), regia di Chris Koch (2002)
- Party Monster, regia di Fenton Bailey e Randy Barbato (2003)
- In ostaggio (The Clearing), regia di Pieter Jan Brugge (2004)
- Red Thread, regia di Teddy Sharkova (2005)
- Valley of the Heart's Delight, regia di Tim Boxell (2006)
- Local Color, regia di George Gallo (2006)
- Swimming with the Virgin, regia di Trevor P. Jenkins (2006) - corto
- And Then She Was Gone, regia di Peter Konczal e Jacqueline Pennewill (2008) - corto
- Dream Boy, regia di James Bolton (2008)
- Another Happy Day, regia di Sam Levinson (2011)

### Televisione
- Pepper Anderson - Agente speciale (Police Woman) - serie TV, 1 episodio (1976)
- Starsky & Hutch (Starsky and Hutch) - serie TV, 1 episodio (1976)
- Kojak - serie TV, 1 episodio (1976)
- Ragazzo di provincia (Gibbsville) - serie TV, 1 episodio (1976)
- In the Glitter Palace, regia di Robert Butler (1977)
- The Possessed, regia di Jerry Thorpe (1977)
- Kingston - Dossier paura (Kingston: Confidential" ) - serie TV, 1 episodio (1977)
- Bunco, regia di Alexander Singer (1977)
- Forever, regia di John Korty (1978)
- Battered, regia di Peter Werner (1978)
- Hawaii Squadra Cinque Zero (Hawaii Five-O) - serie TV, 1 episodio (1979)
- Studs Lonigan, regia di James Goldstone - miniserie TV (1979)
- La tragedia della Guyana (Guyana Tragedy: The Story of Jim Jones), regia di William A. Graham - film TV (1980)
- La polvere degli angeli (Desperate Lives), regia di Robert Michael Lewis - film TV (1982)
- 7° non uccidere (Thou Shalt Not Kill), regia di I.C. Rapoport - film TV (1982)
- A Bunny's Tale, regia di Karen Arthur - film TV (1985)
- Promessa d'amore (After the Promise), regia di David Greene - film TV (1987)
- Una famiglia in pericolo (Night of the Hunter), regia di David Greene - film TV (1991)
- The American Experience - serie TV, 1 episodio (1993)
- Una madre in prestito (Labor of Love: The Arlette Schweitzer Story), regia di Jerry London - film TV (1993)
- J.F.K.: Reckless Youth, regia di Harry Winer - film TV (1993)
- Truman, regia di Frank Pierson – film TV (1995)
- Oltre i limiti (The Outer Limits) - serie TV, 1 episodio (1996)
- Tre vite allo specchio (If These Walls Could Talk), regia di Cher e Nancy Savoca - film TV (1996)
- Critical Choices, regia di Claudia Weill - film TV (1996)
- X-Files (The X-Files) - serie TV, 1 episodio (1998)
- Ruby Bridges, regia di Euzhan Palcy - film TV (1998)
- Dalla Terra alla Luna (From the Earth to the Moon), regia di Frank Marshall - miniserie TV (1998)
- La mantide (Before He Wakes), regia di Michael Scott - film TV (1998)
- Lo specchio del destino (A Will of Their Own), regia di Karen Arthur - miniserie TV (1998)
- Un'amica per mia figlia (Down Will Come Baby), regia di Gregory Goodell - film TV (1999)
- Dirty Pictures, regia di Frank Pierson - film TV (2000)
- Law & Order - I due volti della giustizia (Law & Order) - serie TV, 1 episodio (2001)
- Path to War - L'altro Vietnam (Path to War), regia di John Frankenheimer - film TV (2002)
- Wonderfalls - serie TV, 14 episodi (2004)
- Law & Order - Unità vittime speciali (Law & Order: Special Victims Unit) - serie TV, 1 episodio (2004)
- Prison Break - serie TV, 3 episodi (2006)
- Lost - serie TV, 1 episodio (2007)
- Cold Case - Delitti irrisolti (Cold Case) - serie TV, 1 episodio (2008)
- Pushing Daisies - serie TV, 4 episodi (2008-2009)
- Nora Roberts - Un dono prezioso (Tribute), regia di Martha Coolidge – film TV (2009)
- Heroes - serie TV, episodio 3x23 (2009)
- The Cleaner - serie TV, 1 episodio (2009)
- Criminal Minds - serie TV, 1 episodio (2009)
- Backyard Wedding, regia di Bradford May - film TV (2010)

## Doppiatrici italiane
Nelle versioni in italiano delle opere in cui ha recitato, Diana Scarwid è stata doppiata da:
- Isabella Pasanisi in Strange Invaders, Amici per sempre, Un'amicizia pericolosa, Wonderfalls
- Serena Verdirosi in Silkwood, Psycho III, Oltre ogni limite
- Simona Izzo in I ragazzi del Max's bar, Mammina cara
- Paila Pavese in Brenda Starr - L'avventura in prima pagina, X-Files
- Ludovica Modugno in Le verità nascoste, Lost
- Angiola Baggi in Cose da maschi, Cold Case - Delitti irrisolti
- Aurora Cancian in Prison Break, Criminal Minds
- Solvi Stübing in Pretty Baby
- Silvia Pepitoni in La polvere degli angeli
- Claudia Balboni in Rusty il selvaggio
- Laura Lenghi in Promessa d'amore
- Roberta Greganti in Una famiglia in pericolo
- Dania Cericola in La mantide
- Cinzia De Carolis in Law & Order - Unità vittime speciali
- Lorenza Biella in Nora Roberts - Un dono prezioso
- Emilia Costa in Another Happy Day

## Riconoscimenti
Premi Oscar 1981 - Candidatura all'Oscar alla miglior attrice non protagonista per I ragazzi del Max's bar